# 橘常蔭
橘 常蔭（たちばな の つねかげ）は、平安時代前期の貴族。系譜は明らかでないが、贈太政大臣・橘奈良麻呂の曾孫で、神祇伯・橘氏人の子と想定される。名は常陰とも記される。官位は従五位上・右兵衛権佐。

## 経歴
承和15年（848年）正六位上から従五位下に叙爵。
嘉祥3年（850年）文徳天皇の即位直前に讃岐権介に任ぜられる。仁寿元年（851年）に次侍従、仁寿2年（851年）には讃岐介に任ぜられた。仁寿4年（854年）大判事に転じ、のち刑部少輔・縫殿頭・右兵衛権佐と京官を歴任した。この間の斉衡3年（856年）に従五位上に昇叙されている。

## 官歴
- 承和15年（848年） 正月7日：従五位下[2]
- 嘉祥3年（850年） 4月1日：讃岐権介[3]
- 仁寿元年（851年） 4月28日：次侍従
- 仁寿2年（852年） 正月15日：讃岐介
- 仁寿4年（854年） 2月16日：大判事
- 斉衡3年（856年） 正月7日：従五位上。7月13日：刑部少輔。8月28日：縫殿頭
- 天安元年（857年） 2月23日：右兵衛権佐